# Flavonoidi

Struttura di un flavonoide
(apigenina)

Struttura di un isoflavonoide (genisteina)

I flavonoidi sono dei composti polifenolici metaboliti secondari delle piante. Principalmente idrosolubili, sono di solito presenti nella pianta come glicosidi e nella stessa pianta un aglicone può esistere in combinazione con diversi zuccheri. Si conoscono attualmente più di 4000 glicosidi dei flavonoidi e più di 1800 agliconi appartenenti a questa classe.

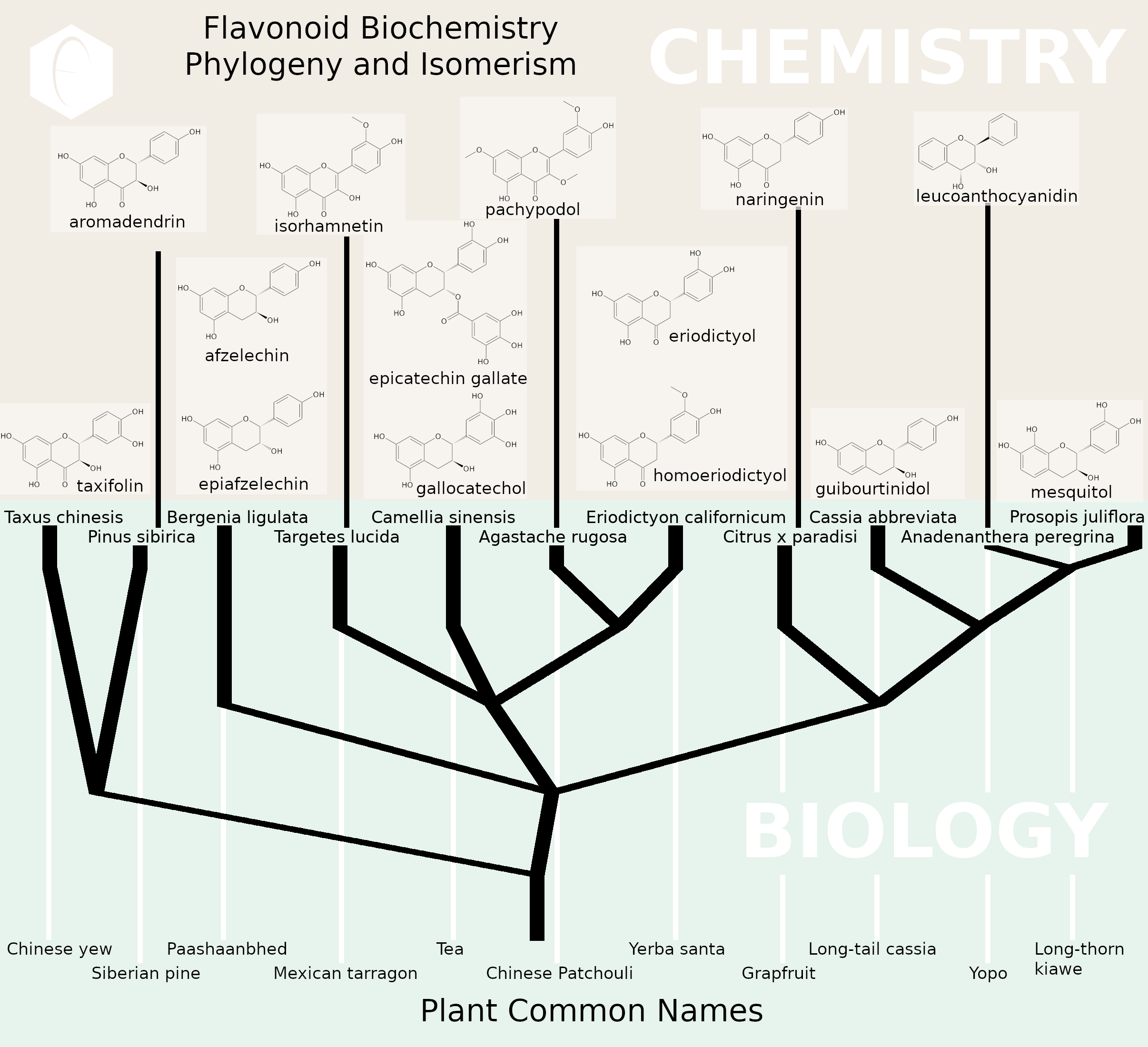
Un diagramma biochimico che mostra la classe dei flavonoidi e la loro fonte in natura attraverso varie specie vegetali correlate.

Il termine è completamente interscambiabile con bioflavonoidi, nome con cui sono comunemente conosciuti questi nutrienti. Talvolta vengono raggruppati con la denominazione vitamina P.

## Descrizione

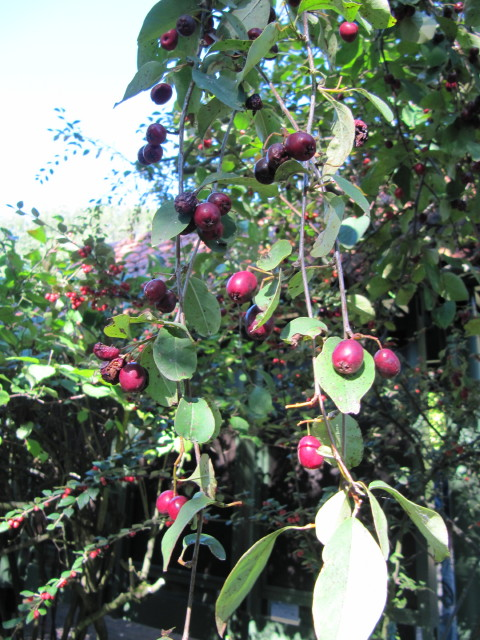
Piccoli pomi di Aronia arbutifolia.

I flavonoidi costituiscono una delle classi di composti più caratteristiche nelle piante superiori.  Molti flavonoidi sono facilmente riconoscibili come pigmenti fiorali nella maggior parte delle angiosperme. D'altro canto la loro distribuzione non è limitata ai fiori, ma include tutte le parti della pianta, in particolare frutti e foglie.
Il loro nome deriva da flavus (= biondo) e si riferisce al ruolo che giocano come pigmenti vegetali. La colorazione che donano ai tessuti dipende dal pH.  I pigmenti blu si formano per chelazione con alcuni ioni metallici (ad esempio Fe3+ o Al3+).  Le antocianine, un gruppo specifico di flavonoidi, sono responsabili per i colori rosso, blu e violetto di fiori e frutta e svolgono quindi un ruolo importante come mediatori dell'impollinazione. La varietà di sfumature di colore associata alle antocianine è aumentata attraverso il processo evolutivo. Ne è un esempio l'aronia, la pianta che contiene più antociani in assoluto (1480 mg per 100 gr).
Altrettanto importante notare come altri flavonoidi, flavoni e flavonoli, pur non apparendo colorati per l'occhio umano, assorbano molto fortemente nello spettro UV e possano quindi essere visti dagli insetti. Molto spesso si ritrovano al centro dei fiori e servono come guida per l'atterraggio.

## Classificazione

Classificazione dei flavonoidi

Le varie sottoclassi dei bioflavonoidi vengono classificate secondo lo schema di sostituzione dell'anello C. Sia lo stato di ossidazione dell'anello eterociclico sia la posizione dell'anello B sono importanti per la classificazione.
- Flavoni, derivati da 2-fenilcromen-4-one (2-fenil-1,4-benzopirone)
- Isoflavoni, derivati da 3-fenilcromen-4-one (3-fenil-1,4-benzopirone)
- Neoflavoni, derivati da 4-fenilcumarina (4-fenil-1,2-benzopirone)